# Bergen (arrondissement de Celle)
Pour les articles homonymes, voir Bergen.
Bergen est une commune de Basse-Saxe (Allemagne), située dans l'arrondissement de Celle.

## Histoire
Bergen a été mentionnée pour la première fois dans un document officiel en 1197.

## Quartiers
- Becklingen
- Belsen
- Bergen
- Bleckmar
- Diesten
- Dohnsen (avec Wohlde)
- Eversen
  - Kohlenbach
- Hagen
- Hassel
- Nindorf
- Offen
- Sülze
- Wardböhmen

## Jumelages
- Pembroke (Royaume-Uni) depuis 1977
- Śrem (Pologne) depuis 1999
- Hendrik-Ido-Ambacht (Pays-Bas) depuis 2004
- Szubin (Pologne) depuis 1956

## Camp de concentration de Bergen-Belsen
Le camp de concentration de Bergen-Belsen était situé dans le village de Belsen, qui est devenu un quartier de Bergen depuis la réforme communale de 1970, à environ 6,5 km au sud-ouest de Bergen.
Depuis 2000, des journées de la paix ont lieu au mois de juin dans la commune, vers la date de l'anniversaire d'Anne Frank, décédée dans ce camp en mars 1945. Des jeunes de toute l'Europe se rendent alors à Bergen pour discuter de la coexistence pacifique des peuples et des religions.